# Lijst van scoutinggroepen in Oost-Vlaanderen
Dit is een overzicht van scoutinggroepen in Oost-Vlaanderen.

## FOS Open Scouting
- 3-4e FOS de Wilde Eend (Drongen)
- 7e FOS Mercator (Sint-Niklaas)
- 24e FOS Tom Wilson (Afsnee)
- 28e FOS de Sperwer (Waarschoot)
- 120e FOS de Zwaluw (Gent)
- 151e FOS de Koala’s (Mariakerke)
- 152e FOS de Kangoeroes (Destelbergen)
- 155e FOS de Feniks (Zwalm)
- 156e FOS de Havik (De Pinte)
- 157e FOS de Ouistiti’s (Ronse)
- 190e FOS de Kievit (Zelzate)
- 191e FOS de Reiger (Gent)
- 192e FOS de Wouw (Gentbrugge)
- 200e FOS de Vleermuis (Dikkelvenne)
- 204e FOS de Tortels (Wondelgem)
- 206e FOS de Flamingo’s (Sint-Amandsberg)
- 218e FOS de Kariboes (Gent)
- 226e FOS de Leeuwerik (Eeklo)
- 250e FOS de Grizzly (Gent)
- 281e FOS de Zebra’s (Gent)